# Myra (plaats)
Myra (dicht bij het hedendaagse Demre (Turks: Kaleüçağiz)) is een klein dorp bij Bucak tussen Finike (25 km) en Kas (48 km), ten zuidwesten van Antalya in de zuidwestelijke kuststreek van Lycië, Turkije.
Het ligt aan de rivier de Myros (Demre Çay) in de vruchtbare alluviale vlakte tussen de berg Alaca Dag, het Taurusgebergte en de Egeïsche Zee. Aanvankelijk lag Myra aan de kust, maar door de modder aan de monding van de Myros ligt het nu 5 kilometer landinwaarts.

## Geschiedenis
Wanneer de stad is ontstaan is onbekend, maar de datering van een nog bestaande vestingmuur suggereert dat Myra reeds in de 5e eeuw v.Chr. bestond. Sommige geleerden stellen Myra gelijk aan de stad Mira in Arzawa. Daarvoor is echter geen bewijs geleverd, noch is er enige schriftelijk bewijs van het bestaan van de stad totdat het lid werd van het Lycisch Verbond (168 v.Chr. – 43 n.Chr.).

### Lycisch en Romeins tijdperk
Myra werd lid van het Lycisch Verbond in 6 v.Chr.. Strabo beschrijft het als een van de grootste steden van het verbond.

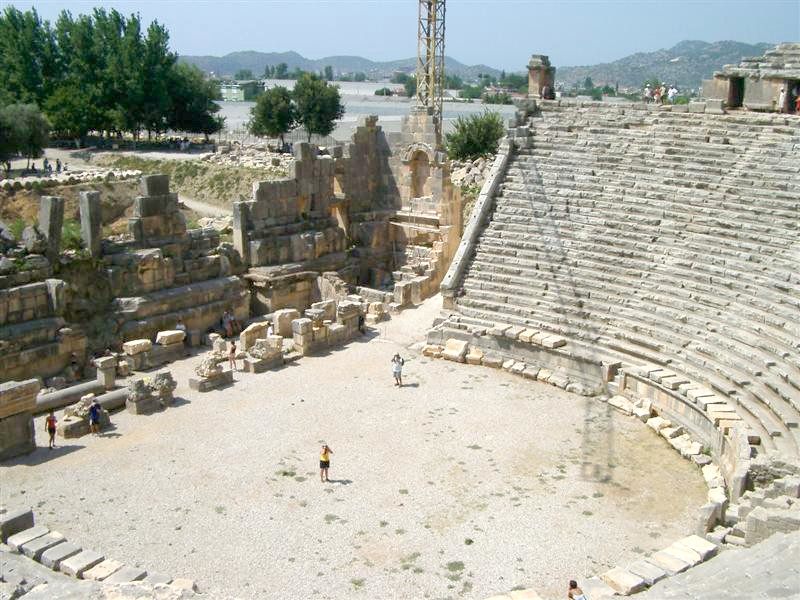
Het Romeinse theater

Artemis Eleutheria (Cybele) was de beschermgodin van de plaats. Zeus, Athena en Tyche werden er ook vereerd. Voor Artemis bestond ook een cultuscentrum (tempel), dat bij een aardbeving in 141 instortte, maar later werd herbouwd. De weldoener Opramoas van Rhodiapolis, die de bouw van het Romeinse theater financierde, geeft in een inscriptie aan dat de tempel van Artemis de grootste en prachtigste tempel is, hetgeen ook wordt beschreven, volgens een legende, door bisschop Nicolaas van Myra.
De stad werd, net als alle andere Griekse gebieden, door de Romeinen veroverd. Met de introductie van het christendom als staatsgodsdienst van het Romeinse Rijk, werd ook Myra een christelijke stad. Paulus heeft de haven van de stad in 59 aangedaan om er van schip te verwisselen en rond 300 werd hier Sint-Nicolaas bisschop van Myra. Hij bestreed het arianisme op het Eerste Concilie van Nicea in 325. Na de scheiding van Lycië en Pamphylië onder de Romeinse keizer Theodosius II (401-450 n.Chr.) werd Myra de hoofdstad van de Lycische eparchie (bisdom) van het Byzantijnse Rijk.

### Arabisch tijdperk tot onafhankelijkheid
In 809 viel de stad in handen van het Abbasidenrijk toen de Arabische troepen van Haroen ar-Rashid de stad veroverden op Nikephoros I, de keizer van Byzantium. De stad raakte door de aanval in verval. Myra werd door de Byzantijnen heroverd, maar aan het begin van de regering van Alexios I Komnenos (1081-1118) ging de stad opnieuw verloren voor het rijk, ditmaal aan de islamitische Seltsjoeken. Tijdens de onrust die daarna volgde maakten 87 kooplieden uit Bari een groot gedeelte van de beenderen van Nicolaas van Myra buit (ondanks protesten van de monniken die ze bewaakten), om hiermee op 9 mei 1087 in Bari aan te komen. Het sultanaat Rûm heerste daarna over Myra, totdat in de 13e eeuw het rijk werd veroverd door de Karamanid-stam uit Anatolië. In 1468 werd Myra onderdeel van het Ottomaanse Rijk. Na de val van dit rijk en de daaropvolgende onafhankelijkheid van Turkije op 29 oktober 1923 werd Myra onderdeel hiervan.
De stad is een belangrijke toeristische attractie geworden.

## Bezienswaardigheden
De ruïnes van de Lycische en Romeinse stad zijn grotendeels overdekt met een alluviale zoutlaag (modderlaag van de Myrosrivier). De akropolis op het Demre-plateau, het Romeinse theater en de Romeinse baden (eski hamam) zijn gedeeltelijk opgegraven door de Duitse archeoloog prof. J. Borchhardt.

### Sint-Nicolaaskerk en -museum

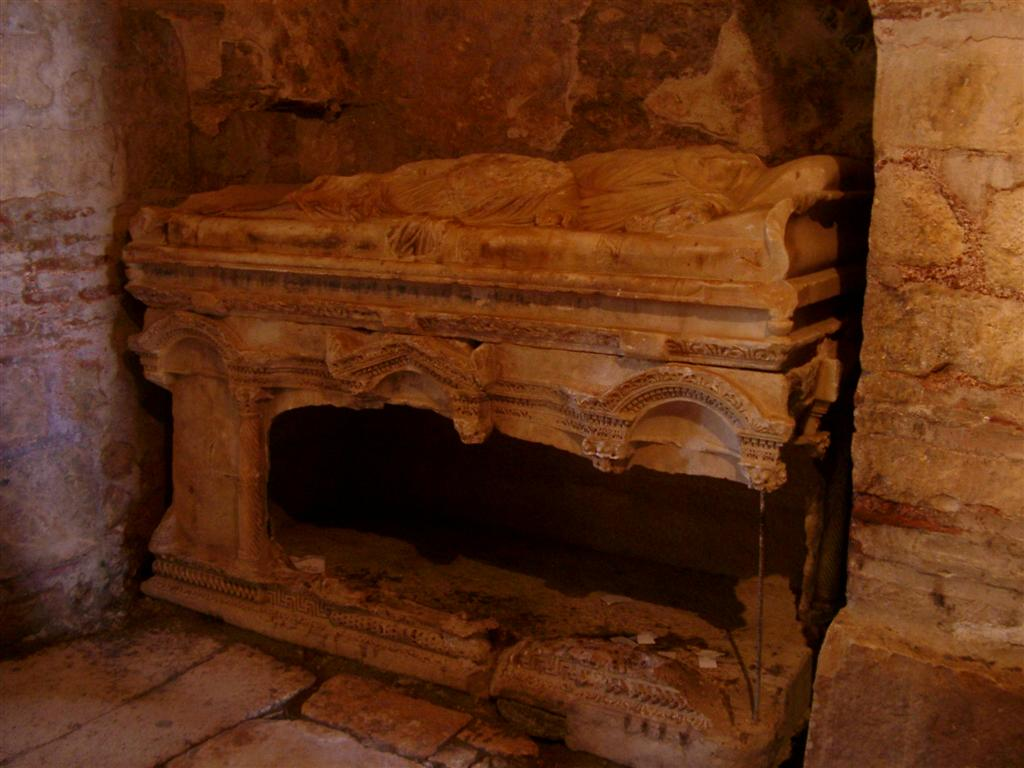
De sarcofaag van Nicolaas van Myra

De beroemde basiliek van Nicolaas van Myra werd gebouwd in de 6e eeuw. Hier is echter niet veel meer van over. Het grootste deel van de huidige basiliek werd gebouwd in de 8e eeuw. Keizer Constantijn IX (rond 1000 - 11 januari 1055) en keizerin Zoë lieten een ringmuur om de basiliek heen bouwen. In de tweede helft van de 11e eeuw werd er een klooster bijgebouwd. Aan monniken werd de opdracht gegeven om de tombe van Nicolaas te bewaken voor pelgrims. Na het verdwijnen van de beenderen van Nicolaas in 1087 verloor de basiliek haar betekenis als pelgrimsoord en werd grotendeels verwoest door de Seltsjoeken.
Door de eeuwen heen raakte de kerk in verval en bedolven onder de modder van de Myrosrivier. In 1863 kocht de Russische tsaar Alexander II de kerk en begon met de opgraving en restauratie ervan. De restauratie werd echter nooit voltooid. In 1963 werden de oostelijke en zuidelijke onderdelen van de kerk opgegraven. Hierbinnen bevinden zich nog enkele mozaïeken (onder andere de vloer is gemaakt van opus sectile, een mozaïek van gekleurd marmer), fresco's en sarcofagen uit de vroegchristelijke periode. In 1968 werd de sarcofaag van Nicolaas (die eigenlijk een hergebruikte marmeren Griekse sarcofaag is) weer van een dak voorzien. Er zijn nog steeds enkele beenderen van Nicolaas aanwezig en voor de basiliek is een monument voor hem geplaatst.

### Dodensteden
Er zijn twee Lycische dodensteden (rotsgraven) uitgehakt in de verticale zijde van de kliffen in Myra: de rivier-dodenstad en de oceaan-dodenstad. De graven zijn veelal uitgehakt in de vorm van het vooraanzicht van een tempel met pilaren. De bekendste tombe is de "Leeuwentombe".

### Andriake
Myra was in de klassieke tijd verbonden met de zee door de haven van Andriake. Paulus verwisselde hier van boot in 59 toen hij naar Rome ging (zie ook boven). Later raakte de haven verzilt.

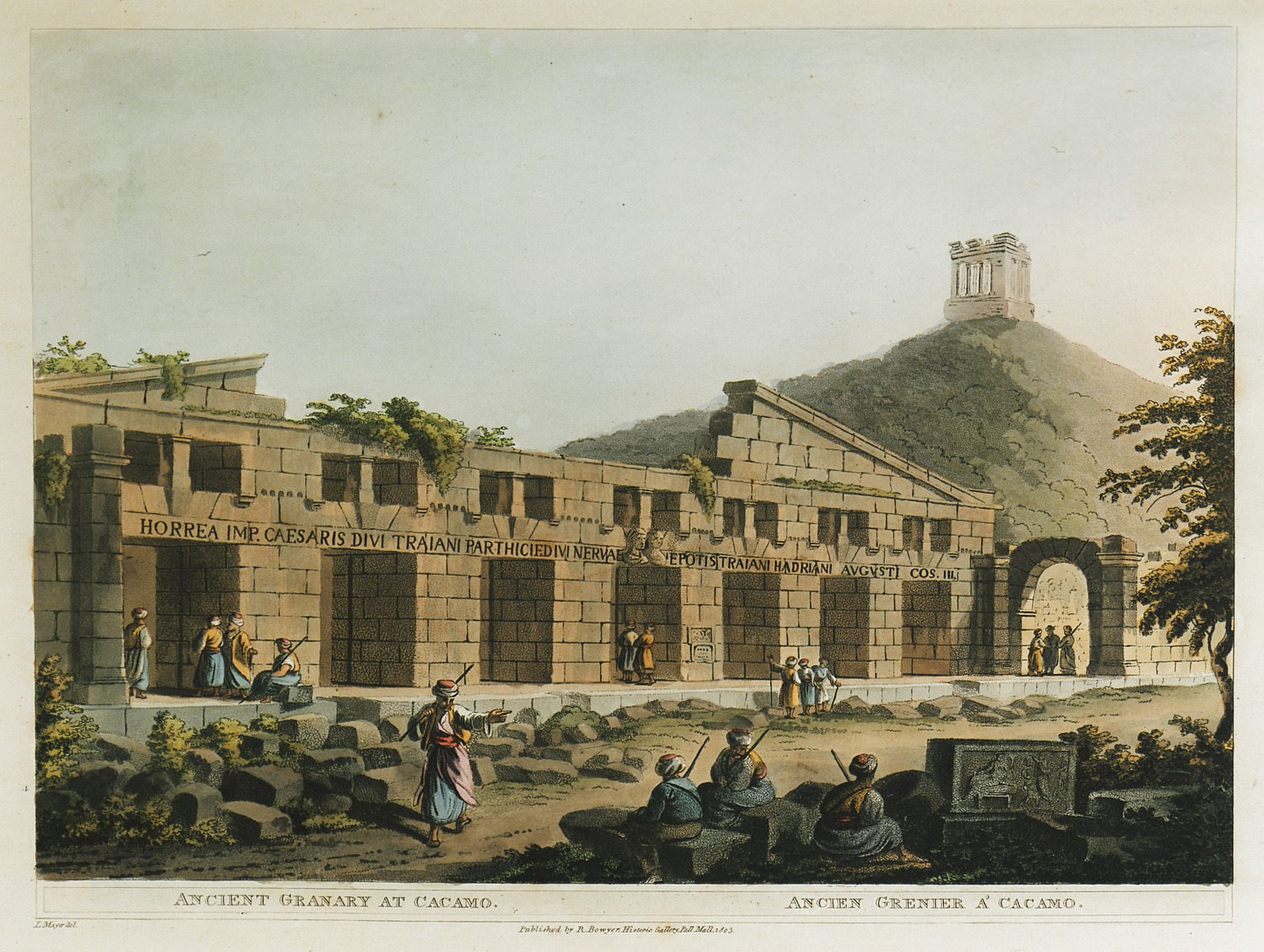
Granarium van Andriake

In de haven van Andriake bevond zich de granarium van Andriake (ookwel de Andriake Horreumu of Horrea Hadriani genoemd), een groot korenschuur waar tot 6000 m³ graan kon worden opgeslagen. Het was samen met de granarium van Patara een van de twee grootste graanopslagschuren in de regio uit de Romeinse tijd. Het in 130 n.Chr. gebouwde granarium van Andriake is de best bewaarde graanschuur uit het Romeinse Rijk. Het is voor zover bekend het eerste gebouw in de geschiedenis waarin het cement gemaakt van het uitermate kostbare Murex is gebruikt.